# Идальготитлан (муниципалитет)
Идальготитлан (исп. Hidalgotitlán) — муниципалитет в Мексике, штат Веракрус, расположен в регионе Ольмека. Административный центр — город Идальготитлан. Муниципалитет назван в честь основателя независимой Мексики Мигеля Идальго-и-Костильи.